# Chiles herrlandslag i fotboll
För andra chilenska fotbollslandslag (U-20), se Chilenska landslag.
Chiles fotbollslandslag i fotboll, även kallat La Roja, vilket ungefär betyder det röda, representerar Chile på herrsidan och är ett av världens äldsta fotbollslag. Chile är en del av det sydamerikanska fotbollsförbundet Conmebol. Ordförande är sedan 2011 Sergio Jadue, som efterträdde Jorge Segovia.  Segovia i sin tur efterträdde Harold Mayne-Nicholls, mellan 2010 och 2011.
Chile har deltagit i samtliga Copa América-evenemang och medverkat i sex finaler där de två senaste resulterat i vinst, båda mot Argentina. Landet har också deltagit i nio VM (senast 2014 i Brasilien). 1962 arrangerade Chile VM och man vann då bronsmedaljen efter att ha vunnit mot Jugoslavien (1-0) i kampen om tredjeplatsen.
Chile har också lyckats ta brons i OS i Sydney 2000. Iván Zamorano, en av Chiles största fotbollsprofiler genom tiderna, blev turneringens skyttekung.
Nationalarenan är Estadio Nacional de Chile i Santiago.

## Historia
Chiles fotbollsförbund (Federación de Fútbol de Chile) grundades den 19 juni 1895 i hamnstaden Valparaiso och är Sydamerikas näst äldsta fotbollsförbund.
Chiles första landskamp spelades den 27 maj 1910 i Buenos Aires, Argentina, en match mellan Chile och Argentina som slutade 3-1 till Argentina.
Chile är ett av de fyra länder som grundade Conmebol, 1916 och utgörs av Argentina, Brasilien och Uruguay.

### Chile i VM 1930
Huvudartikel: VM i Uruguay 1930
1930 medverkade Chile i sitt allra första VM-slutspel. Chile slog Mexiko med 3-0 och senare också Frankrike (1-0). Efter de här två segrarna tillhörde Chile turneringens utropstecken.
Dock förlorade Chile sin sista match mot Argentina (3-1) och lyckades inte ta sig vidare till den andra omgången. (I de tidigare VM-slutspelen var det bara 1:an som gick vidare från gruppen).
Chiles VM-trupp 1930
A:Aguilera | A:Arellano | F:Chaparro | MF:Coddou | MV:Cortés | MF:Elgueta |
 MF:Espinoza | F:Morales | MF:Muñoz | A:Ojeda | F:Poirier | F:Riveros | MF:Saavedra |
 A:Schneberger | A:Subiabre | MF:A. Torres | MF:C. Torres | A:Vidal | A:Villalobos |
- Förbundskapten: Gyorgy Orth

### Chile i VM 1950
Huvudartikel: VM i Brasilien 1950
VM gick i Sydamerika och Chile hade sin kapten Sergio Livingstone som stora stjärnan.
Laget hamnade i grupp 2 där man förlorade med 2-0 mot både Spanien och England, men i sista matchen kunde man vinna med 5-2 över USA.
Det räckte dock bara till en tredjeplats i en grupp där bara ettan gick vidare.

### VM på hemmaplan
Huvudartikel: VM i Chile 1962

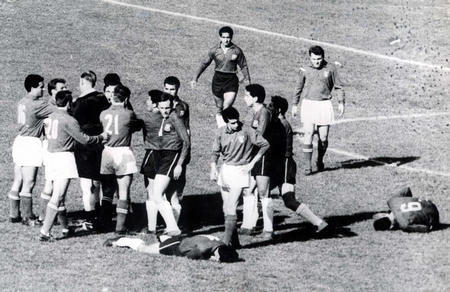
Matchen mellan Chile och Italien blev känd som "Slaget om Santiago"

1962 stod Chile som värdland för VM i fotboll.
Chile lottades till Grupp 2 tillsammans med Västtyskland, Italien och Schweiz.
Chile vann sin första match mot Schweiz (3-1) efter mål av Leonel Sánchez (2) och Ramírez.
Andra matchen mot Italien (2-0) blev känd som Slaget om Santiago, där Italien fick 2 man utvisade. Chiles mål gjordes av Ramírez och Toro.
Chile förlorade den sista matchen mot Västtyskland med 2-0.
Chile kom tvåa i "Dödens grupp" och fick möta europamästaren Sovjetunionen i Kvartsfinalen. Matchen slutade överraskande nog 2-1 till Chile. (Leonel Sánchez och Rojas gjorde Chiles mål).
I semifinalen ställdes man mot Brasilien på ett fullsatt Estadio Nacional de Chile (76 600 åskådare). Matchen vanns av Brasilien med 4-2.
I matchen om tredjeplatsen besegrade Chile Jugoslavien med 1-0.
Chilenska profiler från VM 1962:
- Leonel Sánchez
- Jorge Toro (C)
- Eladio Rojas

### Chile i VM 1966
Huvudartikel: VM i England 1966
1966 var Chile åter med i VM och man jagade nu ännu större framgångar efter bronsmedaljen 1962. Inledningen av VM blev dålig, då laget förlorade mot Italien med 2-0. I andra matchen ställdes Chile mot debutanten Nordkorea. Matchen började bra och i den 25:e minuten sköt Ruben Marcos Chile till ledning genom en straff. Men i den 88:e minuten sköt Pak Seung-Zin 1-1. Matchen slutade 1-1. Den sista matchen gick mot Sovjetunionen. Chile var tvungna att vinna matchen för att gå vidare. Matchen slutade 2-1 till Sovjetunionen och Chile hamnade sist i gruppen med 1 poäng och målskillnaden 2-5.

### Chile i VM 1974
Huvudartikel: VM i Västtyskland 1974
1974 var Chile med i VM igen. Lagen som Chile ställdes mot var Västtyskland, Östtyskland och Australien. Premiärmatchen mot Västtyskland förlorade Chile med 0-1. De två följande matcherna slutade 1-1 (Östtyskland) och 0-0 (Australien). Chiles två oavgjorda matcher räckte till en tredje plats och ingen avancemang och Chile var återigen utslaget.

### Chile i VM 1982
Huvudartikel: VM i Spanien 1982
Chiles nationella trupp från 1982 ansågs av många vara landets bästa trupp någonsin. VM-kvalet gick bra, men VM-slutspelet blev ett fiasko för det chilenska landslaget.
Chile hamnade i Grupp 2 tillsammans med Västtyskland, Österrike och Algeriet.
Chile förlorade alla sina matcher. Det blev 0-1 mot Österrike, 4-1 mot Västtyskland (efter hattrick av Karl-Heinz Rummenigge) och 3-2 mot Algeriet.
Carlos Caszely tillsammans med 35-årige Elías Figueroa var Chiles stora stjärnor under detta VM-slutspel.
Chiles VM-trupp 1982
1.Wirth | 2.Garrido | 3.Valenzuela | 4.Bigorra | 5.Figueroa | 6.Dubó | 7.Bonvallet | 8.Rivas |
 9.Letelier | 10.Soto | 11.Gustavo Moscoso | 12.Cornez | 13.Caszely | 14.Ormeño | 15.Yañez |
16. M. Rojas | 17.O. Rojas | 18.Gallindo |19.Escobar | 20.Neira | 21.Gamboa | 22.Osbén |
- Förbundskapten: Luis Santibáñez

### Diskvalificering och bannlysningen från VM 1990 och 1994
"Roberto Rojas incidenten 1989" (som innebar att Chile blev bannlyst från VM 1990 och VM-kvalet 1994) hade satt djupa spår hos chilenarna.

### Kvalet till VM 1998
Den 2 juni, 1996 var det dags för den första VM-kvalmatchen (sedan 3 september 1989 mot Brasilien) mot Venezuela.
Sedan 1996 hade landslaget letts av den Uruguayfödde Nelson Acosta och det var ett tungt ansvar han fick bära på sina axlar. Efter att ha varit avstängda från 2 VM ville chilenarna självklart återupprätta hedern och ta sig till VM i Frankrike 1998. Acosta visste att det skulle bli svårt, kanske t o m omöjligt.
Interspelaren Iván Zamorano var mer än villig att ställa upp för landslaget och dessutom hade en ny talang presenterat sig; Marcelo Salas. Han hade spelat i landslaget sedan 1994, och efter en lång rad av vänskapsmatcher, var det nu dags för hans första stora utmaning på landslagsnivå. Salas hade imponerat stort i Universidad de Chile (med ett facit på 74 mål på 110 matcher) och samma år som VM-kvalet drog igång skrev han på för den argentinska klubben River Plate.
16 november, 1997 var det dags för den sista VM-kvalmatchen. Chile ställdes då mot Bolivia och återigen blev den sista matchen absoluta avgörandet för om laget skulle ta sig till VM eller inte. Minnet av "Roberto Rojas incidenten 1989" tändes säkerligen på nytt hos chilenaren, men ett fullsatt Estadio Nacional visade sitt stöd för Chile. Matchen slutade 3-0 till Chile (varav 1 mål från Salas). Zamorano och Salas gjorde 23 mål tillsammans under kvalet.
Visserligen var Zamorano och Salas ("Za-Sa") redan stora hjältar hemma i Chile, men världen började nu få nys om de båda målmaskinerna. Även tränaren Nelson Acosta blev stor hjälte hos chilenarna och började kallas "Don Nelson".

### Chile i VM 1998
Huvudartikel: VM i Frankrike 1998
Efter 16 långa år, utan ett enda VM-slutspel, var det chilenska fotbollslandslaget åter i hetluften. Den här gången i Frankrike. Efter framgångarna i VM-kvalet hade chilenarna fyllts av nytt hopp och de trodde benstarkt på sitt landslag. Många satt visserligen hemma framför TV:n med flaggor och hejade, men det fanns också ett antal "europeiska chilenare" som hade fixat biljetter till VM.
Chile lottades till Grupp B tillsammans med Italien, Österrike och Kamerun. Chiles stora stjärnor var förstås Iván Zamorano och Marcelo Salas, men ryktet hade spridit sig att hela det chilenska landslaget bjöd på en fantastiskt underhållande fotboll.
Första matchen gick mot Italien på stadion i Bordeaux. På pappret skulle det bli en svår match för chilenarna. Det dröjade ända till den 48:e minuten (på tilläggstid) innan publiken fick jubla åt det första målet. Fabián Estay stod redo vid den vänstra hörnflaggan för att lägga in bollen till de duktiga huvudnickarna. Bollen nådde fram till Iván Zamorano. Bollen nådde inte nätmaskorna den gången, men i ögonblicket direkt efter kunde Marcelo Salas slå in returen.
Flera gånger under VM-slutspelet ekade stadiorna av de chilenska fansens hejaramsor och: - ZaSa, ZaSa, ZaSa, ZaSa!
Första matchen gick mot Italien och Chile var på väg att vinna (2-1), efter 2 mål av Marcelo Salas. Men endast 5 minuter från slutet fick Italien en straff som Roberto Baggio slog in. Matchen slutade 2-2.
Matchen blev kontroversiell eftersom domslutet var tveksamt. Efter detta fick domaren inte fortsätta att döma i VM.
I den andra matchen ställdes Chile mot Österrike. Chile tar ledningen i matchen, återigen genom mål av Marcelo Salas, men precis i slutet av matchen gör österrikarna mål och matchen slutar 1-1.
Även i den tredje matchen tar Chile ledningen, den här gången genom José Luis Sierra som gör ett riktigt läckert frisparksmål. Patrick Mboma lyckas slutligen kvittera och matchen slutar 1-1.
Chile kommer 2:a i Grupp B och får möta guldfavoriterna Brasilien i Åttondelsfinalen.
Brasilien dominerar matchen, men Chile kämpar hårt. Det görs 5 mål i matchen, varav 4 för Brasilien och 1 för Chile. Även Chiles sista mål gjordes av Marcelo Salas.
Chiles VM-trupp 1998
Chile slog den 18 juni 2014 Spaniens landslag för första gången någonsin i en historisk match i VM 2014. Resultat blev 2-0.
1.Tapia | 2.Castañeda |  3.Fuentes | 4.Rojas | 5.Margas | 6.Reyes | 7.Parraguez | 8.Acuña |
 9.Zamorano | 10.Sierra | 11.Salas | 12.Marcelo Ramírez | 13.Neira | 14.Miguel Ramírez |
 15.Villarroel | 16.Aros | 17.Vega | 18.Musrri | 19.Cornejo | 20.Estay | 21.Barrera | 22.Tejas |
- Förbundskapten: Nelson Acosta

## Historisk bronsmedalj i Sydney 2000
Huvudartikel: OS i Sydney 2000
Chile deltog i OS 2000 i Sydney där man lottades i Grupp B tillsammans med Marocko, Spanien och Sydkorea.
Chile vann sin första match mot Marocko med 4-1 efter mål av Iván Zamorano (3) och Reinaldo Navia (1).
I den andra matchen ställdes Chile mot Spanien. I halvtid ledde Chile med 2-0 (efter mål av Rafael Olarra och Reinaldo Navia). I den 54:e minuten reducerar Spanien genom Jesús María Lacruz. Det såg länge ut som om Spanien skulle kvittera, men i den 90:e spelminuten gjorde Reinaldo Navia segermålet och Chile med 3-1.
Därefter förlorade Chile sin sista gruppspelsmatch mot Sydkorea med 1-0.
Dock kom Chile 1:a i Grupp B och ställdes nu mot Nigeria i kvartsfinalen. Det blev en lycklig tillställning för Chile som vann matchen med 4-1. Chiles mål gjordes av Pablo Contreras, Iván Zamorano, Reinaldo Navia och Rodrigo Tello. Nigerias mål gjordes av Victor Agali.
I semifinalen ställdes Chile mot Kamerun. I den 78:e minuten gjorde Kameruns Patrice Abanda självmål och Chile ledde matchen med 1-0. Men i den 84:e matchminuten kvitterade Patrick Mboma och matchen var på väg mot en förlängning. I den 89:e minuten får Kamerun straff som Lauren Etame Mayer slår. Matchen slutade 1-2 till Kamerun som därmed också gick till OS-final. Kamerun ställdes mot Spanien i finalen.
Chile ställdes mot USA i matchen om tredje platsen. I den 69:e minuten får Chile straff efter att Sebastián González fällts. Iván Zamorano stegar fram mot straffpunkten och slår in 1-0. I den 84:e minuten gör Iván Zamorano också 2-0 och Chile vinner bronsmedaljen.
Chiles OS-trupp 2000
1.Nelson Tapia | 2.Álvarez | 3.Maldonado | 4.Henríquez | 5.Contreras | 6.Reyes |
 7.González | 8.Pizarro | 9.Zamorano | 10.Arrué | 11.Navia | 12.Héctor Tapia |
 13.Núñez | 14.Tello | 15.Ibarra | 16.Olarra | 17.Ormazábal | 18.di Gregorio | 19.Rojas |
- Förbundskapten: Nelson Acosta

## Spelare
Spelare i fetstil är fortfarande aktiva i Chiles landslag.

### Flest landskamper
| Nr | Namn             | Landskamper | Mål | Karriär   |
| -- | ---------------- | ----------- | --- | --------- |
| 1  | Alexis Sánchez   | 152         | 50  | 2006–     |
| 1  | Gary Medel       | 152         | 7   | 2007–     |
| 3  | Claudio Bravo    | 144         | 0   | 2004–     |
| 4  | Arturo Vidal     | 137         | 33  | 2007–     |
| 5  | Mauricio Isla    | 136         | 5   | 2007–     |
| 6  | Gonzalo Jara     | 115         | 3   | 2006–2019 |
| 7  | Jean Beausejour  | 109         | 6   | 2004–2021 |
| 8  | Eduardo Vargas   | 106         | 40  | 2009–     |
| 9  | Charles Aránguiz | 97          | 7   | 2009–     |
| 10 | Leonel Sánchez   | 85          | 24  | 1955–1968 |

### Flest mål
| Nr | Namn                 | Mål | Landskamper | Målsnitt | Karriär   |
| -- | -------------------- | --- | ----------- | -------- | --------- |
| 1  | Alexis Sánchez       | 50  | 152         | 0.33     | 2006–     |
| 2  | Eduardo Vargas       | 40  | 106         | 0.38     | 2009–     |
| 3  | Marcelo Salas        | 37  | 70          | 0.53     | 1994–2007 |
| 4  | Iván Zamorano        | 34  | 69          | 0.49     | 1987–2001 |
| 5  | Arturo Vidal         | 33  | 137         | 0.24     | 2007–     |
| 6  | Carlos Caszely       | 29  | 49          | 0.59     | 1969–1985 |
| 7  | Leonel Sánchez       | 24  | 85          | 0.28     | 1955–1968 |
| 8  | Jorge Aravena        | 22  | 37          | 0.59     | 1983–1990 |
| 9  | Humberto Suazo       | 21  | 60          | 0.35     | 2005–2013 |
| 10 | Juan Carlos Letelier | 18  | 57          | 0.32     | 1979–1989 |

## Historiska spelare

### 1960-talet
- Leonel Sánchez

### 1970-talet
- Elías Figueroa
- Carlos Caszely

### 1980-talet
- Roberto Rojas
- Eduardo Bonvallet
- Carlos Caszely
- Elías Figueroa
- Ivo Basay
- Iván Zamorano

### 1990-talet
- Nelson Tapia
- Javier Margas
- Iván Zamorano
- Marcelo Salas
- José Luis Sierra

### 2000-talet
- Charles Aranguiz
- Eduardo Vargas
- Alexis Sánchez
- Jorge Valdivia
- Mauricio Isla
- Gary Medel
- Arturo Vidal
- Claudio Bravo

## Anmärkningsvärt
- Under de senaste VM-kvalen (2003-2005 och 2007-2009) hade Chile en av världens största supporterbaser.